# 盧芃宇

 盧芃宇（1989年08月26日—），台灣藝人，美國出生長大，13歲移居南非，在南非時就讀寄宿學校(修女學校)，曾經在飯店裡工作。2011年回臺灣，本是想放假學中文，卻被朋友介紹去試鏡拍廣告，從而進入演藝圈。寵物是白色博美犬BEAR，擅長於料理（料理學院畢業）。家裏有父母、一兄一姐一妹，身高166公分，體重48公斤，星座是處女座。

## 電視劇
| 年份 | 播放平台 | 劇名                   | 角色   | 備註        | 合作演員                                           |
| 2015 | 愛奇藝   | 《澀世紀傳說之四騎士》 | 車神   | 女主角之一  | 陳奕、沈建宏、黃仁德、余晉、蔡黃汝、羅震環、郭思辰 |
| 2016 | 騰訊     | 大仙衙門               | 伍嬌嬌 | 客串(5&6集) | 陳奕、王傳君、吳倩、房鹿                           |
| 2016 | TVBS     | 在一起，就好           | Lily   | 女配角      | 鍾承翰、曾沛慈、陳彥允、陳艾熙                     |
| 2017 | 緯來     | 逃婚一百次             | 甜甜   |             | 女配角                                             |

## 電影
| 年份 | 電影名稱 | 角色   | 導演         | 合作演員                     |
| 2015 | 舞鬥     | 朵朵   | 何平、楊大慶 | 郭書瑤、溫貞菱、金陽、詹博翔 |
| 2016 | 泡沫之夏 | 江珍恩 | 賴俊羽       | 黃燦燦、羅仲謙、嚴萬豪       |

## 微電影
| 年份 | 微電影名稱          | 角色 | 導演   |
| 2014 | YAMAHA SMAX冒險遊戲 | 小珍 | 林彥廷 |
| 2015 | YAMAHA SMAX啟程     | 小珍 | 林彥廷 |

## 音樂作品
| 年份 | 歌曲名稱           | 歌手                | 備註                      |
| 2015 | 最美的告白         | 盧芃宇&郭思辰       | 澀世紀傳說插曲            |
| 2016 | Some kinds of love | Kris.K沈建宏&盧芃宇 | Kris.K Evolution EP收錄曲 |

## MV作品
| 年份 | MV名稱     | 歌手   | 導演   |  |
| 2015 | 我醒著做夢 | 張學友 | 陳映之 |  |

## 廣告作品
- 白蘭氏雞精
- 蘇菲衛生棉
- 肯德基
- 聯邦銀行信用卡
- ASO阿瘦皮鞋
- 台灣大哥大
- YAMAHA SMAX
- ASUS華碩Smart phone[7]
- 青島啤酒[8]

## 外部連結
1. ↑  .   [2016-08-16]. （原始内容存档于2019-12-02）.
2. ↑  .   [2016-07-29]. （原始内容存档于2019-12-01）.
3. ↑  蕭翰弦. . 三立新聞網. 2018-03-28  [2021-12-06]. （原始内容存档于2021-12-06） （中文（臺灣））.
4. ↑  盧芃宇 Nana Facebook
5. ↑  .   [2021-12-06]. （原始内容存档于2021-12-06） （中文（臺灣））.
6. ↑  .   [2021-12-06]. （原始内容存档于2021-12-06） （中文（臺灣））.
7. ↑  .   [2015-09-01]. （原始内容存档于2016-04-01）.
8. ↑  盧芃宇Nana 新廣告作品「青島啤酒」沒...有...酒...了 達騰娛樂Facebook